# Ars Magica
Ars Magica ist ein Pen-and-Paper-Rollenspiel. Hintergrund des Spiels ist „Europa Mythica“, eine Version des mittelalterlichen Europa, in dem Mythen und Legenden nicht etwa Aberglauben, sondern Realität sind. Wie der Name vermuten lässt, sind Magier und ihre geheimen Künste das zentrale Thema des Spiels. Dabei sind die Magier in kleinen Gruppen, sogenannten Bünden, organisiert, deren Struktur sich am ehesten mit der eines Klosters vergleichen lässt. Im Unterschied zu den meisten anderen Rollenspielsystemen führt jeder Spieler einen Pool von Charakteren, die im Bund leben, angefangen von einem Magus, quasi der Hauptrolle, über einen Gefährten (einer wichtigen Nebenrolle) bis hin zu einigen Bediensteten. Je nach Art des Abenteuers hat jeder Spieler so immer einen passenden Charakter zur Hand.

## Publikationsgeschichte
Ars Magica wurde 1987 von Jonathan Tweet und Mark Rein Hagen entwickelt und im eigenen Verlag „Lion Rampant“ veröffentlicht. Aufgrund des innovativen Magiesystems und der Einführung des sogenannten „troupe style play“, bei dem jeder Spieler gleichzeitig als Spielleiter eines Aspekts des Spiels fungiert, gewann das Spiel einen der begehrten Gamer’s Choice Award. Schon 1989 erschien die überarbeitete zweite Edition des Spiels, in der die Hintergrundwelt „Europa Mythica“ erstmals detailliert vorgestellt wurde. 1991 wurde der Verlag von White Wolf aufgekauft, die einige Ideen in ihr World-of-Darkness-Konzept übernahmen. Aber auch Ars Magica wurde weiterentwickelt und erschien 1992 in der dritten Auflage. Zwei Jahre später wurde das Spiel an Wizards of the Coast weiterverkauft, die es aber ihrerseits bereits 1996 an den heutigen Verlag Atlas Games abtraten. Dort erschien im gleichen Jahr die vierte Edition. Mit der bisher letzten 5. Regelauflage von 2004 nahm das Spiel endgültig Abschied von der World of Darkness. Das Regelsystem wurde vereinfacht und gelang so gut, dass es 2005 den Origins Award in der Kategorie „Best Role Playing Game“ und den „ENnie Gold Award“ abräumte. Um mehr Spieler zu gewinnen, stellt der Verlag die vierte Edition in englischer Sprache kostenlos zur Verfügung.
Trotz einer relativ überschaubaren Fangemeinde wurde das Spiel in verschiedenen Editionen ins Französische, Spanische, Italienische, Portugiesische, Ungarische, Polnische und Japanische übersetzt. Auf dem deutschen Markt erschien 1992 die Übersetzung der zweiten Edition von „Mania Productions“ und 1997 die vierte Edition im Mario Truant Verlag. Neben dem Grundregelwerk sind dort auch einige Quellenbücher erschienen.